# Цукуйомі

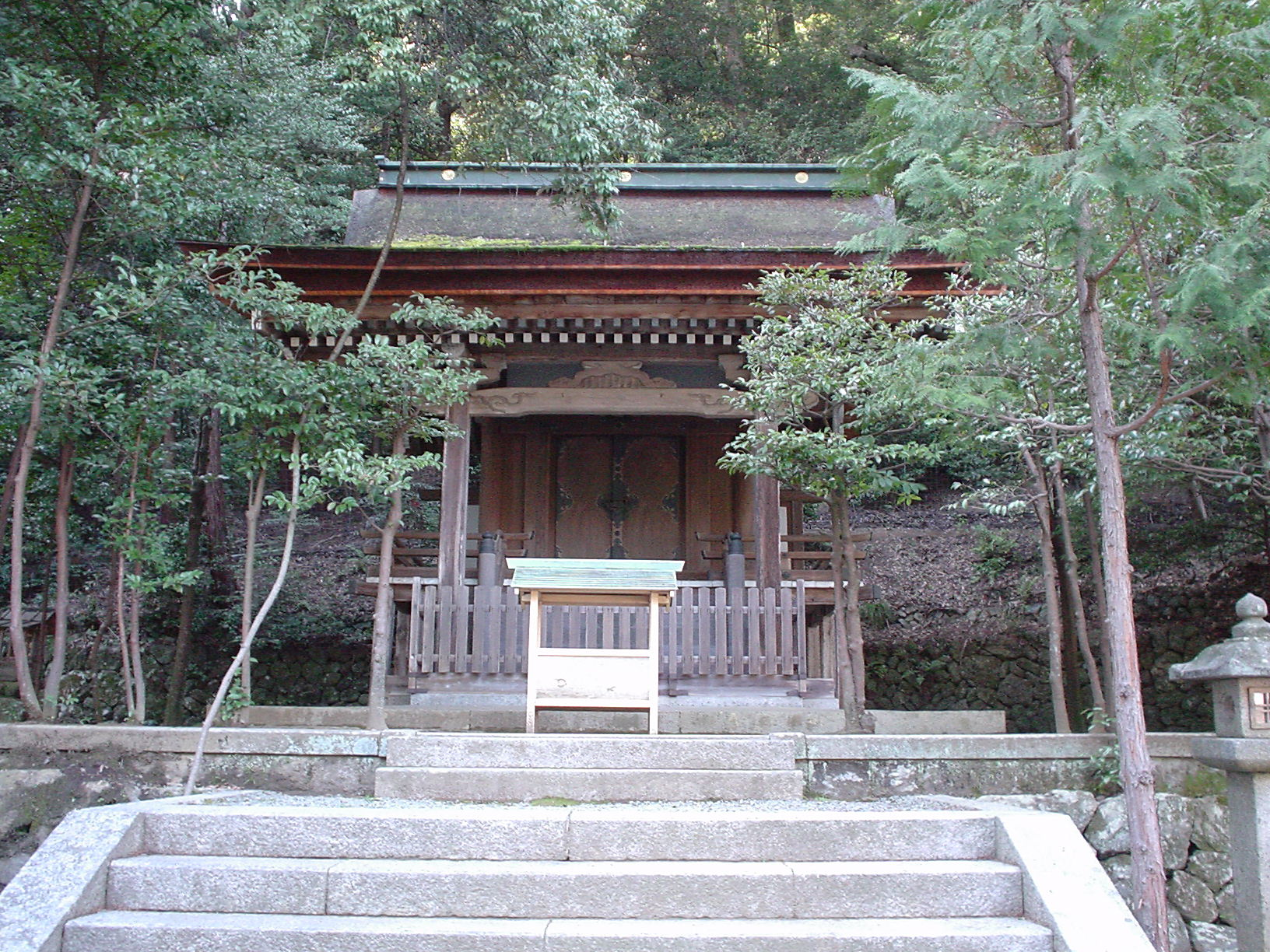
Святилище Цукуйомі-но-Мікото в Кіото

Цукуйомі (яп. ツクヨミ, також відомий як Цукуйомі-но-камі) - бог Місяця в Сінто та японській міфології. 
Ім'я Цукуйомі-но-Мікото — це комбінація японських слів, що означають «місяць» (цукі) та «читати, рахувати» (йому). Інша інтерпретація цього ім'я — комбінація «осяяна місяцем ніч» (Цукійо) та дієслово, що значить «дивитися на» (міру). Ще інша інтерпретація: ієрогліф «лук» (яп. 弓, юмі) був сплутаний з «йомі». «Йомі» також може відноситися до японського потойбічного світу, але цей зв'язок малоймовірний.
Цукуйомі-но-Мікото був другим з «трьох шляхетних дітей», народжених коли Ідзанагі-но-Мікото, бог створивший перші землі Оногоро-сіма, відчищався після втечі з країни померлих. Цукуйомі-но-Мікото був народжений з правого ока Ідзанагі-но-Мікото. Крім того, альтернативна версія, що Цукуйомі-но-Мікото був народжений з дзеркала, зробленого з білої міді, що було в правій руці у Ідзанагі-но-Мікото.
Після сходження небесними сходами, Цукуйомі-но-Мікото жив в раю, відомому ще за назвою Такамагахара, зі своєю сестрою Аматерасу Омікамі, богинею Сонця.
Цукуйомі-но-Мікото розлютив Аматерасу Омікамі коли вбив Уке Моті, богиню їжі. Аматерасу Омікамі одного часу послала Цукуйомі-но-Мікото презентувати її на святі предоставленому Уке Моті. Богиня робила їжу перетворюючись на океан та випльовуючи рибу, дивилась на ліс та м'ясо диких тварин виходило з неї, і нарешті кашляла в чашку рисом. Цукуйомі-но-Мікото було абсолютно огидно те, що, не дивлячись на те, що це виглядало вишуканим, їжа була зроблена абсолютно огидним чином, тому він вбив богиню.
Скоро, Аматерасу Омікамі дізналася про те, що трапилося і була настільки розгнівана, що відмовилася будь-коли навіть дивитися на Цукуйомі-но-Мікото, а сама перейшла на протилежну частину неба. Це є причиною того, що день і ніч ніколи не бувають разом. В пізніших версіях міфу, Уке Моті був вбитий Сусаноо-но-Мікото.